# Encefalitický pláč
Encefalitický pláč je charakteristický dětský pláč spojený s encefalitickým onemocněním.
Termín „encefalitický pláč“ bývá také nepřesně používán pro pláč dítěte v době po očkování (považuje se za projev otoku a zánětu mozku).
Pravděpodobnost výskytu zánětu mozku (encefalitidy) a tedy encefalitického pláče po očkování je přitom extrémně malá (menší než 1 ku 10 milionům).
V medicíně se tento termín nevyužívá.[zdroj?]